# Alinula lipocarphioides
Alinula lipocarphioides là một loài thực vật có hoa trong họ Cói. Loài này được (Kük.) J.Raynal mô tả khoa học đầu tiên năm 1977.